# Gunningen
Gunningen ist eine Gemeinde im Landkreis Tuttlingen in Baden-Württemberg. Zur Gemeinde Gunningen gehören außer dem gleichnamigen Dorf keine weiteren Ortschaften.

## Geographie

### Geographische Lage
Gunningen liegt auf der Baarhochebene am Fuß des 912 Meter hohen Hohenkarpfen, rund fünf Kilometer südwestlich von Spaichingen.

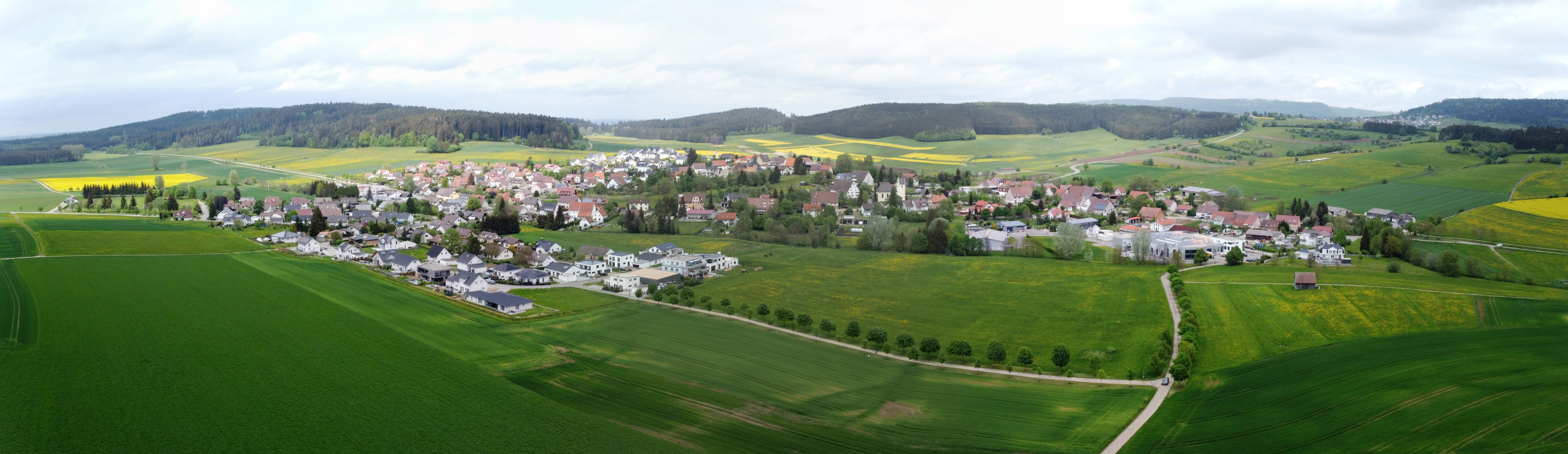
Gunningen von Süden gesehen

### Nachbargemeinden
Die Gemeinde grenzt im Norden an die Stadt Spaichingen, im Osten an Hausen ob Verena, im Süden an den Ortsteil Oberflacht der Gemeinde Seitingen-Oberflacht und im Westen an Durchhausen und den Trossinger Stadtteil Schura.

### Schutzgebiete
Gunningen hat am Fuße des Hohenkarpfen einen kleinen Anteil am FFH-Gebiet Großer Heuberg und Donautal.

## Geschichte

### Mittelalter und frühe Neuzeit
Gunningen wurde erstmals am 30. März 797 in einer Schenkungsurkunde an das Kloster St. Gallen erwähnt. Seine Geschichte war jedoch eng mit der des Klosters St. Georgen verknüpft. Seit dem 11. Jahrhundert wurden Schenkungen an das Kloster genannt, das später den ganzen Ort besaß. Nach der Reformation gehörte er zum Nachfolgekloster St. Georgen in Villingen. Wegen der Zugehörigkeit zur Grafschaft Hohenberg und damit zu Vorderösterreich blieb Gunningen jedoch katholisch.

### Seit württembergischer Zeit
Im Jahre 1805 kam das Dorf zum Kurfürstentum Württemberg, welches 1806 zum Königreich erhoben wurde. Für kurze Zeit gehörte Gunningen zum Oberamt Spaichingen und seit 1810 für mehr als ein Jahrhundert zum Oberamt Tuttlingen. Bei der Kreisreform während der NS-Zeit in Württemberg gelangte der Ort 1938 zum erweiterten Landkreis Tuttlingen. Nach dem Zweiten Weltkrieg wurde der Ort Teil der Französischen Besatzungszone und des Landes Württemberg-Hohenzollern, welches 1952 im Bundesland Baden-Württemberg aufging.

### Religion
Die römisch-katholische Kirchengemeinde St. Georg in Gunningen gehört zur Seelsorgeeinheit Trossingen im Dekanat Tuttlingen-Spaichingen der Diözese Rottenburg-Stuttgart.

## Politik
Die Gemeinde ist Mitglied der Vereinbarten Verwaltungsgemeinschaft der Stadt Trossingen.

### Gemeinderat
Der Gemeinderat in Gunningen besteht aus den 8 ehrenamtlichen Gemeinderäten und dem Bürgermeister als Vorsitzendem. Der Bürgermeister ist im Gemeinderat stimmberechtigt. Bei der Kommunalwahl am 9. Juni 2024 wurde der Gemeinderat durch Mehrheitswahl gewählt. Mehrheitswahl findet statt, wenn kein oder nur ein Wahlvorschlag eingereicht wurde. Die Bewerber mit den höchsten Stimmenzahlen sind dann gewählt.

### Bürgermeister
- 2000–2007: Jochen Arno (CDU) – wurde anschließend Bürgermeister von Rietheim-Weilheim
- 2007–2023: Heike Ollech (CDU) – ab 2020 aufgrund einer Erkrankung vertreten durch Steffen Haller
- seit Juli 2023: Steffen Haller

Haller wurde am 23. April 2023 mit 85,1 Prozent der Stimmen gewählt. Er hatte bereits zuvor seine erkrankte Amtsvorgängerin Heike Ollech vertreten.

### Wappen
| | Blasonierung: „In Blau ein schräggestellter silberner (weißer) Karpfen.“ |
| Wappenbegründung: Das im Jahre 1925 genehmigte Wappen spielt auf die frühere Zugehörigkeit über einen Teil des Ortes zur Herrschaft Karpfen an. |                                                                          |

### Banner und Flagge
|  | 00Banner: „Das Banner ist weiß-blau längsgestreift mit dem aufgelegten Wappen oberhalb der Mitte.“ |
|  | 00Hissflagge: „Die Flagge ist weiß-blau quergestreift mit dem Wappen in der Mitte.“                |

## Kultur und Sehenswürdigkeiten
Die Kommune ist dem Tourismusverband „Donaubergland“ angeschlossen.
- Kirche St. Georg von 1816 bis 1820
- Herzmariakapelle (Bildstock)
- Herz-Jesu-und-Maria-Kapelle (auch nach dem Erbauer Felix Erb „Felixkapelle“ genannt)
- Ehemalige Zehntscheuer und Messnerhaus[6]

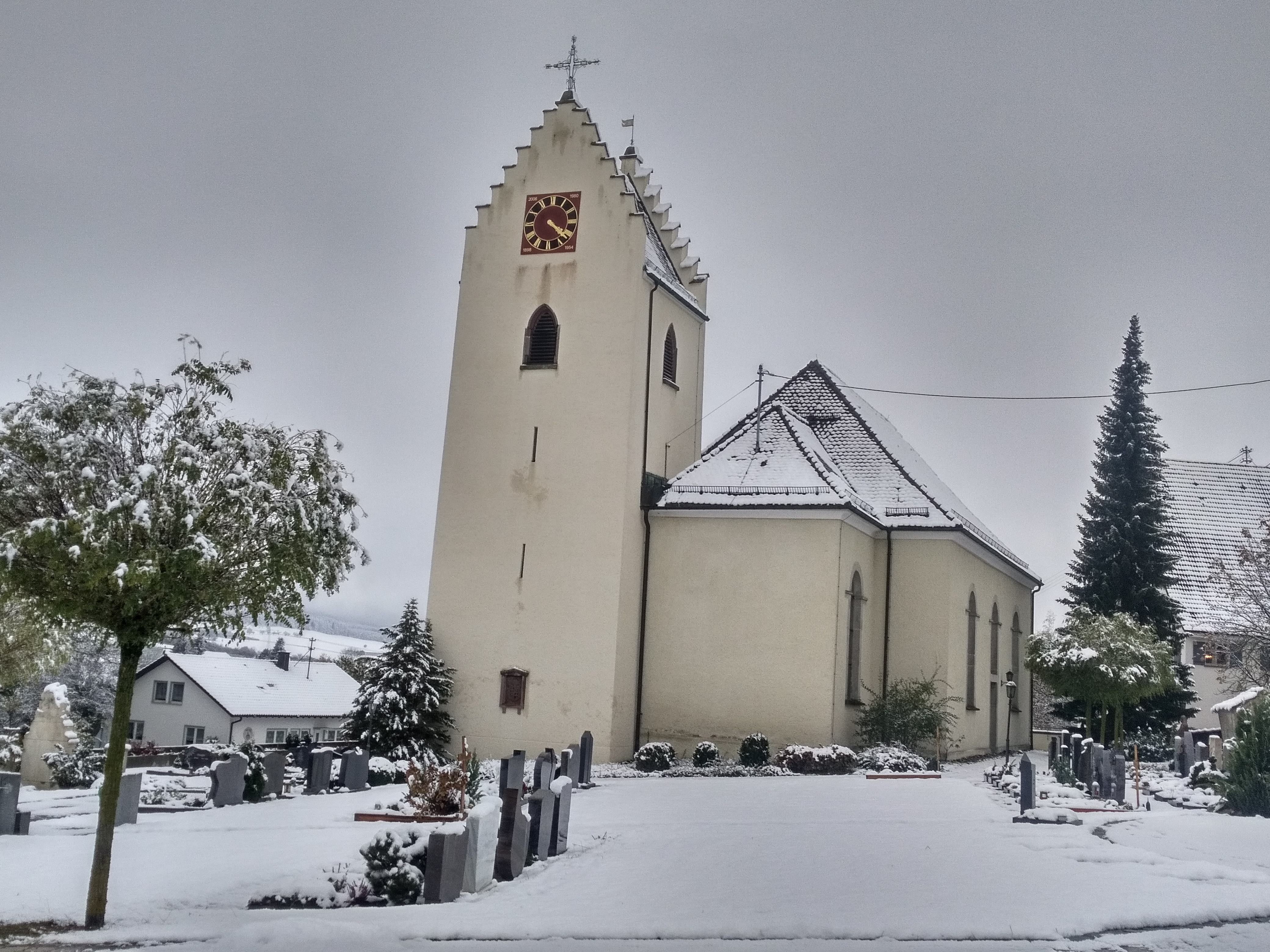
Kirche St. Georg
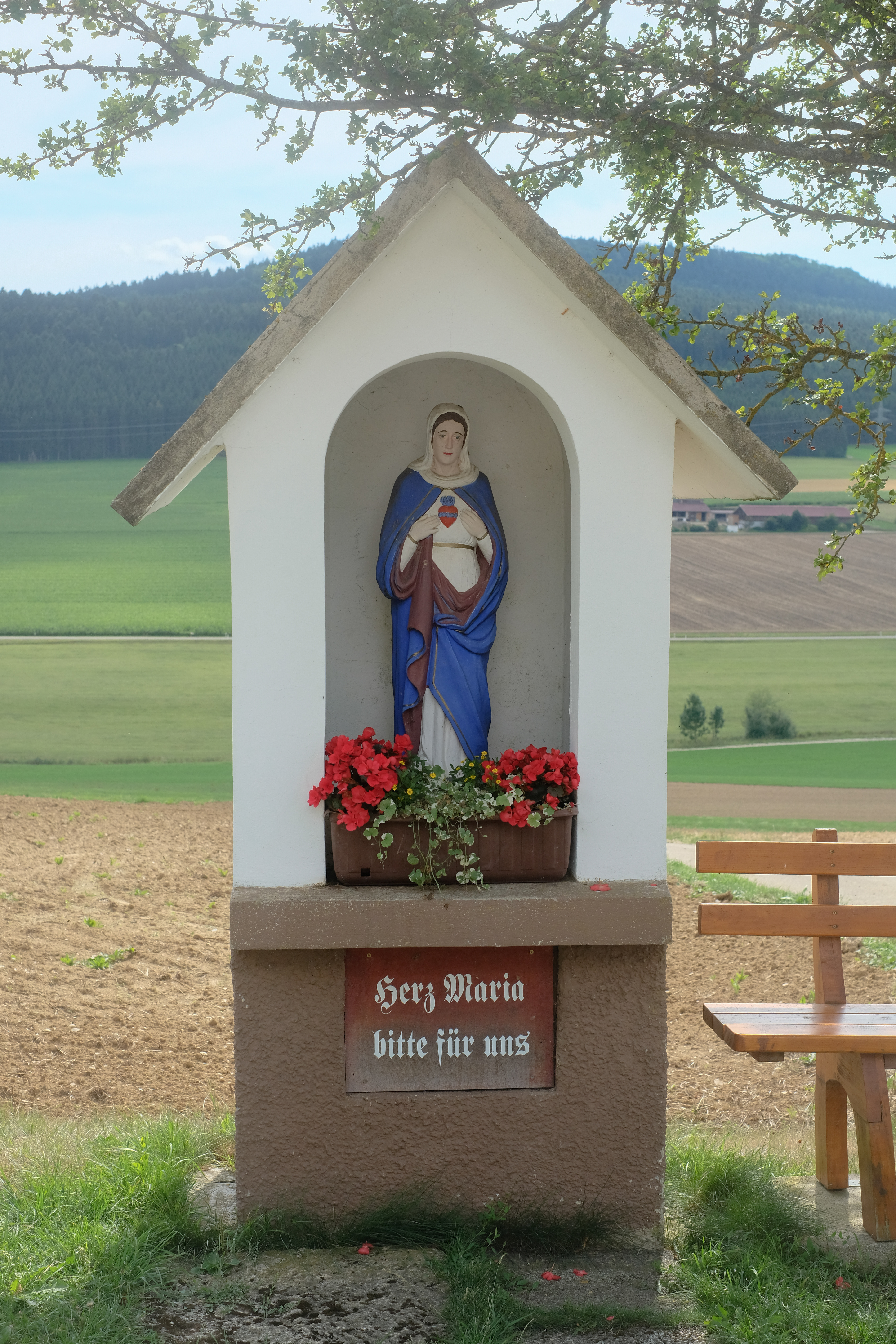
Herzmariakapelle
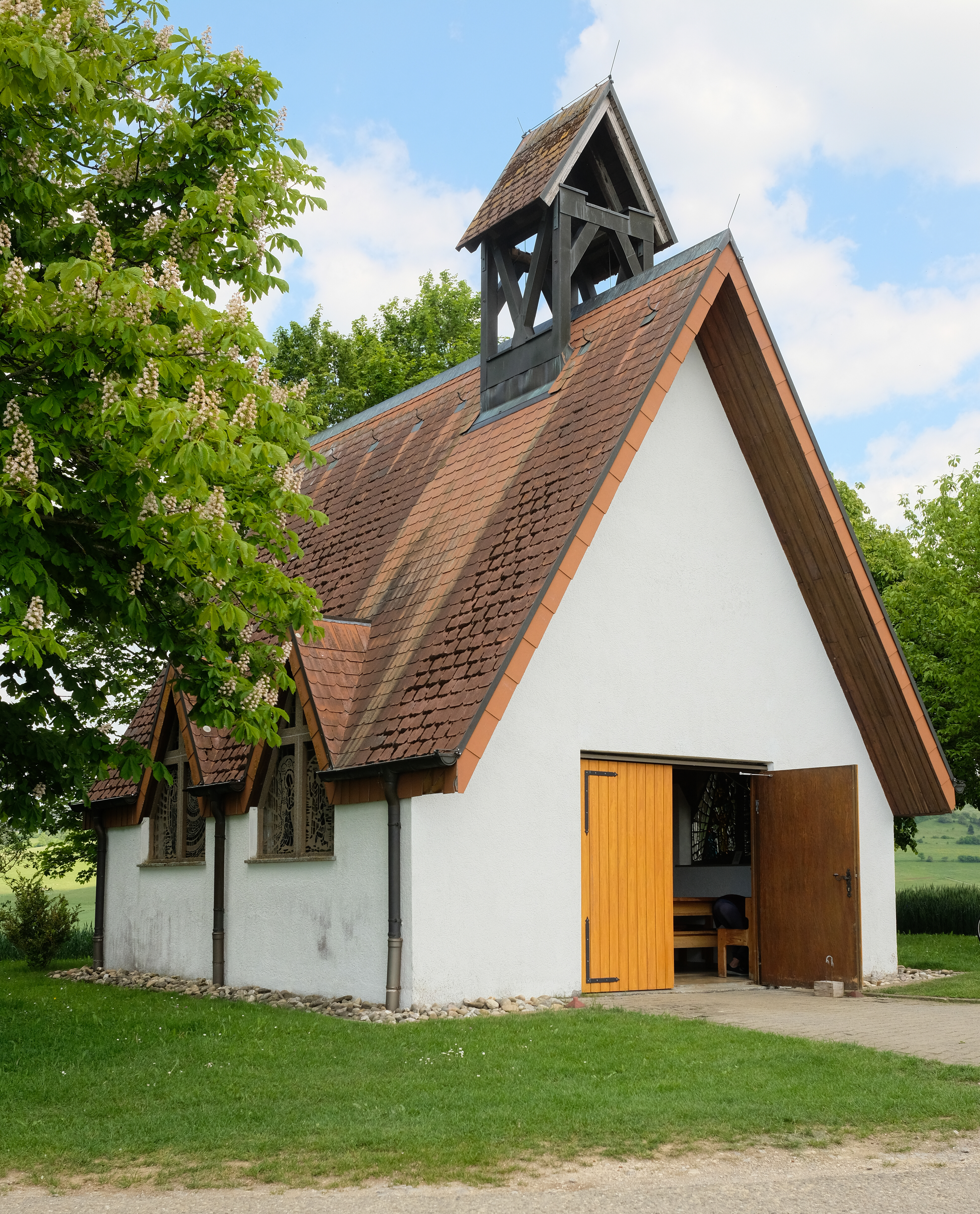
Felixkapelle

## Sport
In Gunningen hat der Sport eine lange Tradition. Im Jahre 1901 bestand ein großes Interesse an einer Turnergemeinschaft. Damit wurde der erste Turnverein gegründet und in einer selbstgebauten „Bretterbaracke“ wurde angefangen, Sport zu betreiben. Nachdem man im Jahre 1925 erste Erfolge verbuchen konnte, wurde ein Jahr später der Zusammenschluss mit dem Sportverein zum Turn- und Sportverein (TSV) Gunningen bekannt gegeben. Seit den 1950er Jahren bestand fast durchgehend eine Fußballmannschaft, die vereinzelt Erfolge verbuchen konnte. Der neue Sportplatz wurde 1972 eröffnet. Heute spielen die Jugendmannschaften als Spielgemeinschaft „Baar“ mit den Vereinen Durchhausen, Tuningen und Weigheim, die Herren zusammen mit Durchhausen und Weigheim als SGM Durchhausen/Gunningen/Weigheim I bzw. SGM Durchhausen/Gunningen/Weigheim II.